# Łęg (Racibórz)
Pour les articles homonymes, voir Łęg.
Łęg est une localité polonaise de la gmina de Nędza, située dans le powiat de Racibórz en voïvodie de Silésie.